# Antoni Caparrós i Benedicto
Antoni Caparrós i Benedicto (Torres de Berrellén, 1938 - Barcelona, 29 de maig de 2001) fou un psicòleg i professor universitari, catedràtic de psicologia a la Universitat de Barcelona des de 1985 i rector d'aquesta universitat entre 1994 i 2001.

## Biografia
Caparrós va néixer l'any 1939 al poble espanyol de Torres de Berrellén, situat a la província de Saragossa, Aragó. Es va llicenciar en Filosofia i Lletres i obtingué el diplomat en Psicologia, així com cursà estudis de postgrau a les Universitats de Múnic, Turíngia i Viena. Va obtenir el seu doctorat l'any 1974. Val a dir que la seva tesi va estar dedicada a l'obra d'Erich Fromm. Antonio Caparrós s'havia interessat des dels seus inicis formatius pel marxisme i la psicoanàlisi. Posteriorment els seus estudis es van centrar en l'estudi dels diferents corrents i escoles psicològiques, així com en la successió històrica de les doctrines. Va utilitzar l'obra de Kuhn per analitzar la història de la psicologia i els seus paradigmes científics.
Fou catedràtic de Psicologia a la Universitat de Barcelona des del 1985, cap de departament de Psicologia bàsica i degà de la Facultat de Psicologia. Com a docent en la llavors recent llicenciatura de Psicologia, any 1972, va impartir matèries com Introducción a la Psicología i Historia de la Psicología. La darrera era una assignatura sense tradició docent i, per tant, Antonio Caparrós va anar recopilant el material necessari per poder impartir-la a la universitat i ràpidament s'hi va convertir en una autoritat.
L'any 1985, moment en què va obtenir la càtedra, va ser nomenat vicerector de la Universitat de Barcelona. Durant un llarg període va compaginar la seva activitat intel·lectual amb el seu vessant més acadèmic, fet que el va portar a ser rector de la mateixa universitat l'any 1994 fins a la seva mort, i el 2001 fou elegit president de la Xarxa Vives d'Universitats. Durant el seu mandat es publicà Privilegi de creació de l'Estudi General de Medicina de Barcelona (1401) amb el facsímil i transcripció del privilegi. Va morir a Barcelona el 29 de maig de 2001.

## Publicacions
- Boada, Humbert; Caparrós, Antoni; coords. Processos psicológics bàsics. Barcelona: Universitat Oberta de Catalunya,1997. ISBN 8489382220. Disponible a: Catàleg de les biblioteques de la UB
- Caparrós, Antoni. El Carácter social según Erich Fromm: estudio crítico de su obra, Materiales, 7. Salamanca: Sígueme, 1975. Disponible a: Catàleg de les biblioteques de la UB
- Caparrós, Antoni. H. Ebbinghaus, un funcionalista investigador tipo dominio. Barcelona: Edicions Universitat de Barcelona, 1986. Temas de psicología (Universitat de Barcelona), 10. ISBN 8475281907. Disponible a: Catàleg de les biblioteques de la UB

- Caparrós, Antoni. Historia de la psicología, 2 Vol. Esplugues de Llobregat: Círculo Editor Universo, 1977. ISBN 8474280192 (v. 1); 847428029X (v. 2). Disponible a: Catàleg de les biblioteques de la UB

- Caparrós, Antoni. Introducción histórica a la psicología contemporánea: La psicología, ciencia multiparadigmática. Barcelona: Rol, 1979. ISBN 8485535014. Disponible a: Catàleg de les biblioteques de la UB
- Caparrós, Antoni. Los paradigmas en psicología: sus alternativas y sus crisis. Barcelona: Honori, 1980. Quaderns per a l'anàlisi, 3. ISBN 8485840003. Disponible a: Catàleg de les biblioteques de la UB
- Caparrós, Antoni. La Psicología y sus perfiles: introducción a la cultura psicológica. Barcelona: Barcanova, 1984. Barcanova temas universitarios. ISBN 847533217X. Disponible a: Catàleg de les biblioteques de la UB